# Мадам Бовари (фильм, 1991)
«Мада́м Бовари́» (фр. Madame Bovary) — французский кинофильм режиссёра Клода Шаброля с Изабель Юппер в заглавной роли, снятый в 1991 году. Экранизация одноимённого романа Гюстава Флобера.

## Сюжет
Молодая замужняя женщина Эмма Бовари равнодушна к хорошему, любящему и заботливому мужу. Эмму не удовлетворяет скучная и обыденная, по её представлениям, жизнь в маленьком провинциальном городке. Молодая женщина мечтает о столичной жизни, где, как она думает, она была бы счастлива. У Эммы появляются любовники, которые после непродолжительных связей бросают её. Молодая женщина позволяет себе денежные траты, превышающие средства её мужа, и не может расплатиться с долгами. Эмме кажется, что её жизнь пуста и бессмысленна. Даже маленькая дочь не может заполнить пустоту, возникшую в жизни Эммы. Не сумев смириться с контрастом реальной жизни и своих иллюзий, Эмма кончает жизнь самоубийством. Подробное изложение сюжета см. в статье Госпожа Бовари.

## В ролях
- Изабель Юппер — Эмма Бовари
- Жан-Франсуа Бальмер — врач Шарль Бовари, её муж
- Кристоф Малавуа — Родольф Буланже
- Люка Бельво — Леон Дюпюи
- Жан Янн — месье Оме, фармацевт
- Кристиана Минаццоли
- Жан-Луи Мори

## Съёмочная группа
- Режиссёр: Клод Шаброль
- Продюсер: Марин Кармиц
- Сценарий: Гюстав Флобер (автор романа «Госпожа Бовари»), Клод Шаброль
- Оператор: Жан Рабье
- Композиторы: Жан-Мишель Бернар, Матьё Шаброль, М. Дж. Куаньяр-Элизон
- Художники: Мишель Аббе-Ванье, Коринн Жорри, Жак Моллон
- Монтаж: Моника Фардулис

## Призы, номинации
- ММКФ, 1991 год
- Победитель (1):
- Лучшая женская роль — Серебряный «Святой Георгий» (Изабель Юппер)
- Номинации (1):
- Приз за лучший фильм — Золотой «Святой Георгий»
- «Золотой глобус», 1992 год
- Номинации (1):
- Лучший фильм на иностранном языке — «Франция»
- «Оскар», 1992 год
- Номинации (1):
- Лучшие костюмы